# Mahámudrá
Mahámudra (szanszkrit nyelven / tibeti nyelven ཕྱག་ཆེན: Csagcsen, Wylie: phyag chen, a Csagya Csenpo rövidítése). A valóság nagy pecsétje – Buddha ígérete arra, hogy ez a legmagasabb szintű tanítás. Főleg a tibeti buddhizmus kagyü hagyományban tanítják, és a hívők szerint a tudat közvetlen tapasztalatát hozza. 

A Mahámudra magába foglalja az alapot, az utat és a célt, így a buddhista tanítások kvintesszenciája.